# Mohamed Hammed
Mohamed Hammed, född 23 september 1987, är en tunisisk bågskytt. Han deltog vid olympiska sommarspelen 2020.